# Dominica ai Giochi olimpici
La Dominica ha partecipato per la prima volta ai Giochi olimpici nel 1996 prendendo parte a quelli estivi di Atlanta. Ha fatto il suo esordio in quelli invernali a Soči nel 2014.
La prima e unica medaglia dominicense ai Giochi olimpici è stata quella di Thea LaFond nel salto triplo a Parigi 2024.
Il Comitato Olimpico della Dominica, creato nel 1987, venne riconosciuto dal CIO nel 1993.

## Medaglieri

### Medaglie alle Olimpiadi estive
| Giochi              | Oro | Argento | Bronzo | Totale |
| ------------------- | --- | ------- | ------ | ------ |
| Atlanta 1996        | 0   | 0       | 0      | 0      |
| Sydney 2000         | 0   | 0       | 0      | 0      |
| Atene 2004          | 0   | 0       | 0      | 0      |
| Pechino 2008        | 0   | 0       | 0      | 0      |
| Londra 2012         | 0   | 0       | 0      | 0      |
| Rio de Janeiro 2016 | 0   | 0       | 0      | 0      |
| Tokyo 2020          | 0   | 0       | 0      | 0      |
| Parigi 2024         | 1   | 0       | 0      | 1      |
| Totale              | 1   | 0       | 0      | 1      |

### Medaglie alle Olimpiadi invernali
| Giochi           | Oro              | Argento          | Bronzo           | Totale           |
| ---------------- | ---------------- | ---------------- | ---------------- | ---------------- |
| Sochi 2014       | 0                | 0                | 0                | 0                |
| PyeongChang 2018 | non partecipante | non partecipante | non partecipante | non partecipante |
| Pechino 2022     | non partecipante | non partecipante | non partecipante | non partecipante |
| Totale           | 0                | 0                | 0                | 0                |